# Lois Kelso Hunt
Lois Kelso Hunt (Oak Park, Illinois; 16 de julio de 1926 - Alexandria, Virginia; 20 de mayo de 2018) es una actriz estadounidense. 

## Carrera
Lois Kelso Hunt en 1983 actuó en la película The House on Sorority Row. En 1995 actuó en la serie de televisión Homicide: Life on the Street. En el año 2003 actuó en la película Head of State.

## Filmografía

### Películas
- Head of State (2003) como madre de Lewis
- The House on Sorority Row (1983) como Sra. Dorothy Slater

### Series de televisión
- Homicide: Life on the Street como Sra. Rosen (1 episodio: Fire: Part 2, 1995)